# Дуршер
Дуршер, или Мдехарв (Мудехарв; тадж. Дуршер) — сельский населённый пункт (тадж. деҳа) в верхнем Вандже Ванджского района Горно-Бадахшанской автономной области Республики Таджикистан. Административно относится к сельской общине (джамоату) Рованд.
Расположен в высокогорном районе на правой стороне реки Ванджоб. Расстояние от села до районного центра (село Ванч) — 44 км, до общинного центра (село Рованд) — 6 км, центра вилоята — 210 км, до города Душанбе – 545 км.  
В советские времена был переименован в Дуршер, но после независимости вернул старое название. Состоит из двух частей Мдехарви Ибар (Ибари Даргов) и Мдехарви Убар (Убари Даргов).   
Население — 1111 человек (2017 г.), таджики. 
Название происходит из восточно-иранских слов "мде-" (миде) и "харв" — среднее селение. Похожие названия есть в Шугнане — Миденхор, Миденшор (средний город). Другие махаллы — Рав, Сагбист, Скосм, Аргинго, Гаведж, Ядедж, Боги Лангар, Дуршери тор,Дуршери таг ,Шитан,Харидо,Ду,Таргеда,Навобод др. 
По сказаниям жители села прибыли из городка Дахбед Самарканда в XVII в. Образован официально 29 мая 1933 года в Рохарвском районе.